# Le Bunker (téléfilm, 1981)
Pour les articles homonymes, voir Le Bunker.
Le Bunker (The Bunker) est un téléfilm franco-américain réalisé par George Schaefer diffusé en 1981.

## Synopsis
Le film présente les derniers jours de la vie d'Adolf Hitler passés dans son bunker, lors de la bataille de Berlin.

## Fiche technique
- Titre original : The Bunker
- Titre français : Le Bunker : Les Derniers Jours d'Hitler (titre complet)
- Réalisation : George Schaefer, assisté de Gabriel Aghion
- Scénario : John Gay, Uwe Bahnsen et James O'Donnell d'après leur roman Les Hommes du Bunker.
- Production : Antenne 2, Société française de production (SFP), Time-Life Television Productions
- Pays :  États-Unis /  France
- Durée : 150 minutes
- Dates de première diffusion :  États-Unis : 27 janvier 1981 (CBS)

## Distribution
- Anthony Hopkins (VF : Georges Aminel) : Adolf Hitler
- Richard Jordan (VF : Pierre Hatet)  : Albert Speer
- Cliff Gorman (VF : Gérard Hernandez)  : Joseph Goebbels
- Piper Laurie : Magda Goebbels
- James Naughton : James O'Donnell
- Michael Lonsdale (VF : lui-même) : Martin Bormann
- Susan Blakely : Eva Braun
- Martin Jarvis : Johannes Hentschel
- Michael Kitchen (VF : Bernard Murat)  : Rochus Misch
- Robert Austin : Wagner
- Andrew Ray : Guenter
- Yves Brainville : le général Heinz Guderian
- Michael Culver : le général Wilhelm Mohnke
- Julian Fellowes : le colonel Nicolaus von Below
- Frank Gatliff : le docteur Ernst-Günther Schenck
- Terrence Hardiman : le général Hermann Fegelein
- Edward Hardwicke : Dieter Stahl
- Karl Held : Hans Baur
- David King : Hermann Göring
- Sarah Marshall : Traudl Junge, la secrétaire personnelle d'Hitler
- John Paul (en) : le général Wilhelm Keitel
- Morris Perry : le docteur Werner Haase
- Michael Sheard : Heinrich Himmler
- Tony Steedman (en) : le général Alfred Jodl

## Récompenses
- Emmy Award 1982 : Meilleur acteur dans une mini-série ou un téléfilm pour Anthony Hopkins

## Autour du film
- Deux films traitent du même thème : Les Dix Derniers Jours d'Hitler d'Ennio De Concini (1973) et La Chute d'Oliver Hirschbiegel (2004).
- La réalisation de ce téléfilm a pris un soin particulier à restituer les lieux et la psychologie des personnages. De nombreux plans sont manifestement inspirés de documents photographiques et    vidéo. La qualité des décors, notamment de la chancellerie, amène une qualité quasi-documentaire qui favorise l'immersion.
- Les acteurs, sans être des sosies parfaits, rappellent incontestablement les véritables protagonistes.On peut toutefois regretter l'ambiguïté autour du personnage d'Albert Speer présenté ici avec une certaine conscience, une certaine humanité, une lucidité dont on peut douter : sa psychologie dénote avec la lâcheté et le fanatisme des autres personnages. Anthony Hopkins y est magistral.
- Ce téléfilm reste celui d'une époque avec les travers d'un style, d'un genre, d'une culture cinématographique qui s'y attachaient. Bien qu'il ait assez bien vieilli après plusieurs décennies, les opportunités de le visionner sont devenues plutôt rares.